# توماس براينت (لاعب كريكت)
توماس براينت (2 مارس 1933 بديربان في جنوب أفريقيا - 21 ديسمبر 2012) (بالإنجليزية: Thomas Bryant)‏ هو لاعب كريكت جنوب أفريقي.

## وصلات خارجية
- توماس براينت على موقع إي آس بي آن كريك إنفو (الإنجليزية)